# مشقوق الأسنان الهسبنيولي
مشقوق الأسنان الهسبنيولي أو السولينودون الهسبنيولي "Solenodon paradoxus" الذي يعرف أيضاً باسم السولينودون الهايتي أو الآغوتا (بالإنجليزية: Hispaniolan Solenodon أو Haiti Solenodon أو Agouta) هو نوع من أنواع السولينودون الذي يتواجد فقط في هسبانيولا، التي تتشارك بها كلاً من هايتي وجمهورية الدومينيكان، والذي كان غير معروفاً للعلماء حتى عام 1833، حيث وصفه براندت لأول مرة. كان يوجد نوع آخر للسولينودون في جزيرة هيسبانيولا سابقاً، يدعى بسولينودون ماركو، غير أنه انقرض على إثر فترة الاستعمار الأولية للجزيرة.

## المواصفات
يشبه السولينودون الهسبنيولي في شكله الزباب الضخم الحجم، حيث يتراوح وزنه ما بين 0.6 إلى 1 كجم، وطوله ما بين 28 إلى 33 سم تقريباً دون حساب طول الذيل، حيث يبلغ طول الذيل حوالي 25 سم. يغطي معظم أجزاء جسم السولينودون الهسبنيولي فرو بني محمر اللون، فيما عدا الخطم والذيل وأطراف الأذنين، التي تبقى مكشوفة، ويكون الجزء السفلي أخف لوناً من باقي الأجزاء. الرأس كبير الحجم بالنسبة للجسم، ويحوي خطم طويل وأعين صغيرة وآذان مخفية بشكل جزئي بفعل الفرو. مما هو جدير بالذكر أن القوائم الأمامية أكثر تطوراً من الخلفية.